# U-877
U-877 — немецкая подводная лодка типа IXC/40, времён Второй мировой войны. 
Заказ на постройку субмарины был отдан 2 апреля 1942 года. Лодка была заложена 22 мая 1943 года на верфи судостроительной компании АГ Везер, Бремен, под строительным номером 1085), спущена на воду 10 декабря 1943 года, 24 марта 1944 года под командованием капитан-лейтенанта Эбенгарда Финдейзена вошла в состав учебной 4-й флотилии. 1 декабря 1944 года вошла в состав 33-й флотилии. Лодка совершила 1 боевой поход, успехов не достигла. Потоплена 27 декабря 1944 года в Северной Атлантике, к северо-западу от Азорских островов, в районе с координатами 46°25′ с. ш. 36°38′ з. д. из реактивного бомбомёта «Сквид» канадского корвета HMCS St. Thomas. Все 56 членов экипажа были спасены.
Петер Иосиф Хейзиг, обер-лейтенант, вахтенный офицер U-877, давал свидетельские показания против Карла Дёница на Нюрнбергском трибунале по факту отдачи им приказа уничтожать уцелевших членов экипажей торпедированных судов. 